# History (Unix)
Pour les articles homonymes, voir History.
La commande Unix history affiche les dernières commandes entrées par le compte utilisateur courant, par ordre chronologique.
Par défaut elle affiche les 500 dernières commandes, mais son paramètre permet de préciser le nombre.

## Exemples
```
$
 
history

    
1
  
pwd

    
2
  
ls

    
3
  
touch
 
test

    
4
  
rm
 
test

    
5
  
history

$
 
history
 
2

    
4
  
rm
 
test

    
5
  
history

$

```

Si la liste est trop longue pour être lue dans la console, on peut :
1. La faire défiler manuellement : history | more.
2. La filtrer : history | grep -i MotCherché.